# Шкварченко Сергій Станіславович
Сергій Станіславович Шкварченко — український танцюрист, військовослужбовець Збройних сил України, учасник російсько-української війни. Заслужений артист України (2005).

## Життєпис
Артист Національного заслуженого академічного ансамблю танцю України імені Павла Вірського.
З початком повномасштабного російського вторгнення в Україну приєднався до лав Збройних сил України. Загинув 19 грудня 2022 року під час мінометного обстрілу.

## Нагороди
- заслужений артист України (25 лютого 2005) — за вагомий внесок у розвиток українського хореографічного мистецтва, високу професійну майстерність та багаторічну творчу працю[4].